# 国立北京医学专门学校
国立北京医学专门学校，创建于1912年10月26日，是中华民国教育部依靠中国自己的力量开办的第一所专门传授西方医学的国立学校。 

## 歷史
1903年，清朝政府在京师大学堂设立医学实业馆，1904年，医学实业馆改称医学馆，迁入和平门外八角琉璃井由兴胜寺庙宇改建的馆舍，1907年停办。1910年，此馆舍被施医总局（当时的卫生部门）买去，为日后创立国立北京医学专门学校提供了条件。 
1911年，辛亥革命一举推翻了清王朝，建立了中华民国，在当时向西方学习的风潮下，西医在中国的地位，有了明显的变化。1912年9月，中华民国教育部电召从日本留学归来正在筹建浙江省立医学专门学校的杭州人汤尔和到京，筹划创立医学校事宜。教育部以价银10,000两购买了已经停办的医学馆馆舍，划拨给国立北京医学专门学校使用，10月16日，中华民国教育部任命组织学教授湯爾和为北京医学专门学校校长，至此，中国第一所国立西医学校正式诞生。当时教职工9人，首批学生72人。
1917年，北京医学专门学校首批学生毕业，共22人。其中包括后来成了著名寄生虫学家的洪式闾、著名药理学家的徐佐夏、著名组织胚胎学家的鲍鉴清和陶瓷学家和摄影家的陈万里（第一个到敦煌的中国人）。
1923年，国立北京医学专门学校改名为北京医科大学。